# 河岸带

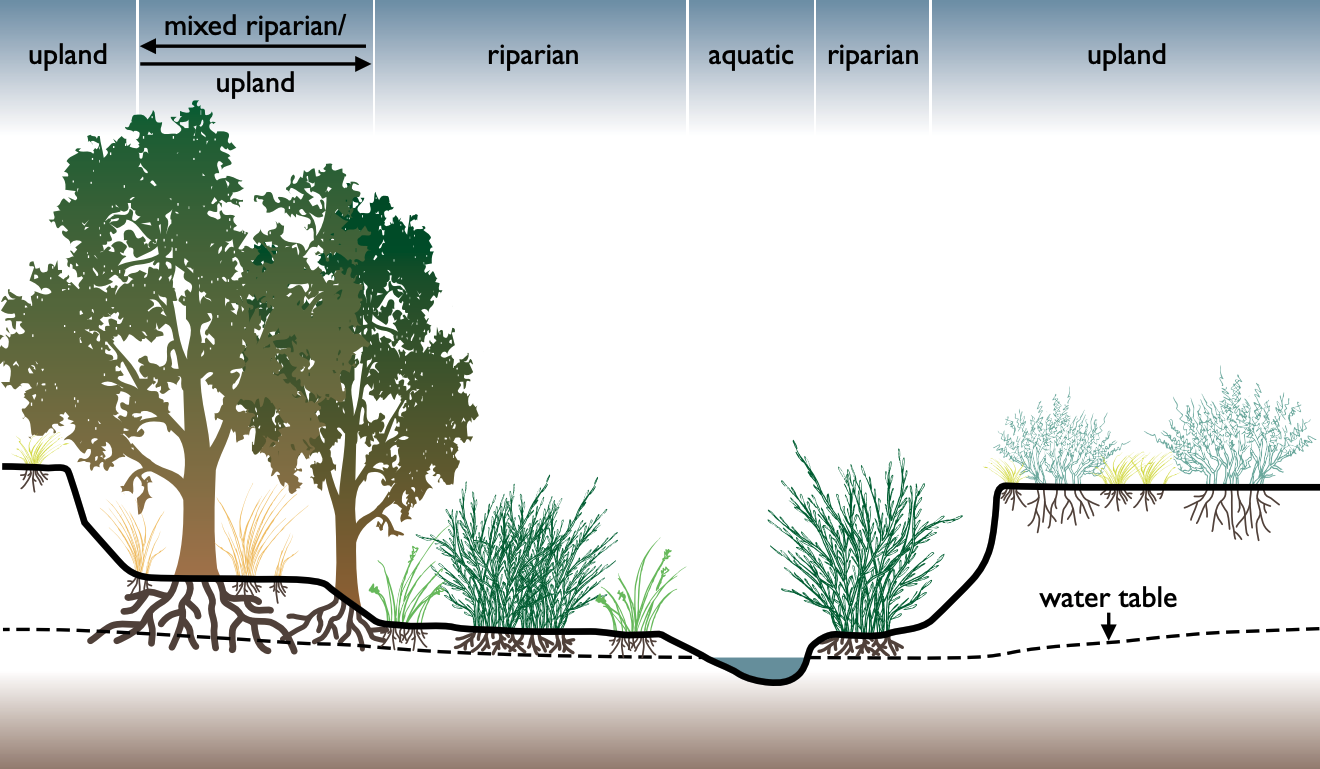
河岸带是水体与旱地之间的过渡区域

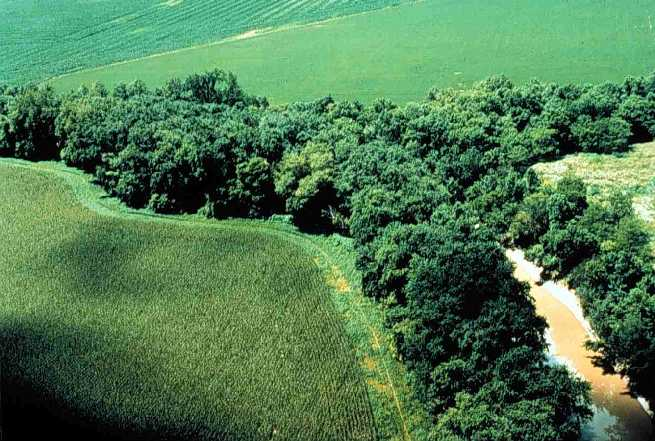
伊利湖支流上保存完好的天然河岸带

河岸带（英語：riparian zone / riparian area，自拉丁语“河岸”），又称消落带，是指河流或溪流与陆地之间的界面。河流边缘和河岸的植物栖息地和群落被称为河岸植被，主要为亲水植物。河岸带是生态学、環境資源管理和土木工程等领域都有重要意义，具有保育土壤和维持栖息地多样性的作用，并且对动物和水域生态系统、草地、疏林、湿地甚至无植被覆盖的区域有重要影响。

## 特点
河岸带可以是天然的，也可以是为水土保持或土地恢复而人工设计改造的。这些区域是重要的天然生物过滤器，能够保护水生环境，使之免于过度沉淀、地表逕流污染和侵蚀。它们还能够为许多水生动物提供庇护场所和食物，并提供树荫以稳定水流的温度变化。当河岸带受到建筑施工、农业或造林的破坏时，可对其进行生物恢复，常见做法是人类干预并进行侵蝕控制和植被恢复。如果与水道相邻的区域，有一季节内积水或土壤饱和，拥有这种水土特性的区域通常称为湿地。由于河岸带在支持物种多样性方面的作用突出，在生物多樣性行動計畫中，河岸带往往是政府保护的对象。
研究表明，河岸带无论对地表径流，还是对通过地下水或地下河进入河道的水，都有改善水質的作用。河岸带可以起到降低地表径流中硝酸盐污染（可能来自农田的粪肥和其他肥料）的作用，若无这种作用，生态系统和人类健康就可能受损。其中，对化肥中硝酸盐的消纳和反硝化作用尤其重要。河岸湿地对进入溪流的硝酸盐的去除率特别高，因此可应用于农业管理中。另外，在将碳从陆地生态系统向水生生态系统输送方面，河岸地下水也能发挥重要作用。因此，可以将河岸带分为连接大面积景观与水流的河岸带区域，以及局部地下水较多的河岸带。

## 功能作用

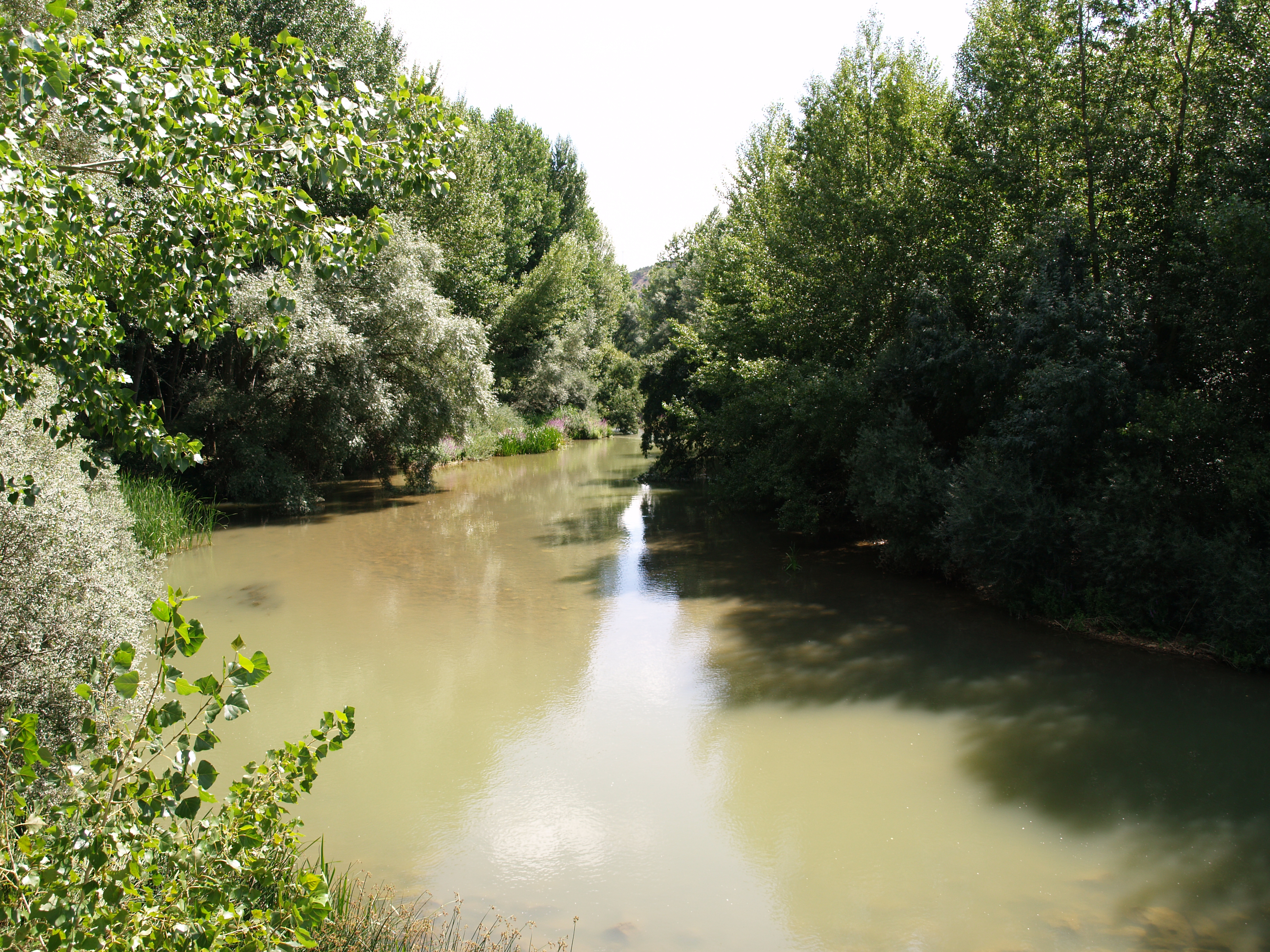
西班牙皮苏埃加河两侧茂密的植被

河岸带可以对河道的水流进行消能。河道的蜿蜒曲折，加上植被和根系，能够减缓水流，从而减少水土流失和洪水破坏。沉积物被截留，减少了悬浮固体，从而能够降低水的濁度，补充土壤，并巩固河岸。河岸带能将污染物从地表径流中过滤，通过生物过滤作用提高水质。
河岸带还提供了野生动物棲息地，增加了生物多样性和野生动物走廊，使水生和河岸生物能够沿着水系行动和迁徙，避免群落被孤立。河岸植被还可以为野生动物和牲畜提供天然的饲料。
河岸带对生活在河流中的鱼类也很重要。河岸带受到冲击也可能影响鱼类，但对其进行生态修复却未必能够恢复鱼类种群。
河岸带可以延长季节性或常年性的水流，为其中的景观植物提供灌溉。陆地植被的养分（如植物残余物和昆虫粪便）被转移到水生食物网中。溪流周围的植被有助于为水面遮阳，缓解水温变化。植被还为溪流贡献了木屑，对维持地貌有重要作用。
从社会效益看，河岸带能够美化环境和景观，为附近的地产带来增值，并能够支持绿道网络，改善步行和骑行体验。河岸带可以创造钓鱼、游泳、游船和划艇等河岸运动的空间。
河岸带作为一个牺牲性的侵蚀缓冲区，能够吸收包括氣候變化的冲击、城市化导致的地表径流增加、船只的尾流等，使缓冲区之外的东西免于此类影响。

## 河岸湿地
河岸湿地（riparian wetland），是一种洪涝湿地，指因河流泛滥而形成的湿地，其中又包括以下分类：
- 永久性河岸湿地。
- 季节性或间接性河岸湿地。
- 泛洪平原湿地：河流泛滥淹没（以多年平均洪水位为准）的两岸地势平坦地区，包括河滩、泛滥的河谷、季节性泛滥的草地。